# 競泳日本代表
競泳日本代表(きょうえいにほんだいひょう)は日本水泳連盟によって選出され、オリンピックや世界水泳選手権などに派遣される競泳のナショナルチームである。愛称はトビウオジャパン。「フジヤマのトビウオ」と称された元日本水泳連盟会長古橋廣之進のように、大海を突き進むトビウオのように世界で飛躍して欲しいという意味が込められている。

## 概要
毎年、日本水泳連盟が日本水泳選手権などの成績に基いて編成するナショナルチーム。オリンピック・世界水泳選手権・パンパシフィック水泳選手権・アジア競技大会などのシニア代表だけでなく、ジュニア世界水泳選手権・ジュニアパンパシフィック大会などのジュニア代表も編成している。また試合だけではなく、インターナショナル合宿・ナショナル合宿などの合宿にも選抜基準が存在する。
オリンピック・世界水泳選手権・パンパシフィック水泳選手権・アジア競技大会の代表選考に際しては、独自の「派遣標準記録」を設定してこれを上回り、かつ選考会で2位以内に入ることを条件としている。詳細は日本選手権水泳競技大会#派遣標準記録を参照。

## 4年間のスケジュール
- 2000・2004・2008・2012・2016　オリンピック
- 2001・2005・2009・2013・2017　世界水泳選手権
- 2002・2006・2010・2014・2018　パンパシフィック水泳選手権・アジア競技大会
- 2003・2007・2008・2015・2019　世界水泳選手権

オリンピック→世界水泳選手権→パンパシフィック水泳選手権・アジア競技大会→世界水泳選手権→オリンピックの順番でサイクルが回っている

## 年間スケジュール
- 4月　日本選手権・代表合宿
- 5月　ジャパンオープン・代表合宿
- 6月　高地合宿
- 7月　高地合宿・世界水泳選手権(奇数年)
- 8月　オリンピック・パンパシフィック水泳選手権(オリンピックがない偶数年)
- 9月
- 10月　アジア競技大会(オリンピックがない偶数年)
- 11月
- 12月　インターナショナル合宿
- 1月
- 2月　インターナショナル合宿
- 3月

参照

## 主な大会・合宿
- オリンピック
- 世界水泳選手権
- パンパシフィック水泳選手権
- アジア競技大会
- アジア水泳選手権
- FINA競泳ワールドカップ
- 世界短水路選手権
- ユニバーシアード競泳競技
- 世界ジュニア水泳選手権
- アジアエージグループ選手権
- ジュニアパンパシフィック大会
- インターナショナル合宿
- ナショナル合宿
- ジュニアSS(スーパースイマーズ)合宿
- エリート小学生合宿

## 日本水泳連盟の東京オリンピックにおける目標
- 複数の金メダル獲得
- メドレーリレーで金メダル獲得
- 2桁以上のメダル獲得
- 自由形種目でのメダル獲得(リレーを含む)
- 29種目以上決勝進出
- 競泳58種目フルエントリー

参照
16年リオオリンピックで
- 達成した目標
  - 複数の金メダル獲得　男子400m個人メドレー・女子200m平泳ぎ
  - 自由形種目でのメダル獲得(リレーを含む)　男子4×200mフリーリレー
- 達成出来なかった目標
  - メドレーリレーで金メダル獲得　男子5位・女子10位
  - 2桁以上のメダル獲得　リオでは7個
  - 29種目以上決勝進出　リオでは21種目決勝進出
  - 競泳58種目フルエントリー　リオでは48種目エントリー

## 大会実績

### オリンピック
| 大会名                | 金     | 銀     | 銅     | 計     |        |
| 1896 アテネ           | 不参加 | 不参加 | 不参加 | 不参加 | 不参加 |
| 1900 パリ             | 不参加 | 不参加 | 不参加 | 不参加 | 不参加 |
| 1904 セントルイス     | 不参加 | 不参加 | 不参加 | 不参加 | 不参加 |
| 1908 ロンドン         | 不参加 | 不参加 | 不参加 | 不参加 | 不参加 |
| 1912 ストックホルム   | 不参加 | 不参加 | 不参加 | 不参加 | 不参加 |
| 1920 アントワープ     | 0      | 0      | 0      | 0      |        |
| 1924 パリ             | 0      | 0      | 0      | 0      |        |
| 1928 アムステルダム   | 1      | 1      | 1      | 3      |        |
| 1932 ロサンゼルス     | 5      | 5      | 2      | 12     |        |
| 1936 ベルリン         | 4      | 2      | 5      | 11     |        |
| 1948 ロンドン         | 不参加 | 不参加 | 不参加 | 不参加 |        |
| 1952 ヘルシンキ       | 0      | 3      | 0      | 3      |        |
| 1956 メルボルン       | 1      | 4      | 0      | 5      |        |
| 1960 ローマ           | 0      | 3      | 2      | 5      |        |
| 1964 東京（開催国）   | 0      | 0      | 1      | 1      |        |
| 1968 メキシコシティ   | 0      | 0      | 0      | 0      |        |
| 1972 ミュンヘン       | 2      | 0      | 1      | 3      |        |
| 1976 モントリオール   | 0      | 0      | 0      | 0      |        |
| 1980 モスクワ         | 不参加 | 不参加 | 不参加 | 不参加 |        |
| 1984 ロサンゼルス     | 0      | 0      | 0      | 0      |        |
| 1988 ソウル           | 1      | 0      | 0      | 1      |        |
| 1992 バルセロナ       | 1      | 0      | 0      | 1      |        |
| 1996 アトランタ       | 0      | 0      | 0      | 0      |        |
| 2000 シドニー         | 0      | 2      | 2      | 4      |        |
| 2004 アテネ           | 3      | 1      | 4      | 8      |        |
| 2008 北京             | 2      | 0      | 3      | 5      |        |
| 2012 ロンドン         | 0      | 3      | 8      | 11     |        |
| 2016 リオデジャネイロ | 2      | 2      | 3      | 7      |        |
| 2020 東京（開催国）   | 2      | 1      | 0      | 3      |        |
| 2024 パリ             | 0      | 1      | 0      | 1      |        |
| 合計                  | 24     | 28     | 32     | 84     |        |

### オリンピックメダリスト
| 大会          | 受賞者・種目 | 開催国         | 開催都市         |
| ------------- | --- | -------------- | ---------------- |
| 1928年 第9回  | - 金メダル - 鶴田義行 (男子200ｍ平泳ぎ) - 銀メダル - 日本 米山弘 新井信男 佐田徳平 高石勝男 （男子4×200mリレー） - 銅メダル - 高石勝男 (男子100m自由形) | オランダ       | アムステルダム   |
| 1932年 第10回 | - 金メダル - 宮崎康二 (男子100m自由形) - 金メダル - 北村久寿雄 (男子1500m自由形) - 金メダル - 清川正二 (男子100m背泳ぎ) - 金メダル - 鶴田義行 (男子200ｍ平泳ぎ) - 金メダル - 日本 宮崎康二 遊佐正憲 横山隆志 豊田久吉 (男子4×200mリレー) - 銀メダル - 河石達吾 (男子100m自由形) - 銀メダル - 牧野正蔵 (男子1500m自由形) - 銀メダル - 入江稔夫 (男子100m背泳ぎ) - 銀メダル - 小池禮三 (男子200ｍ平泳ぎ) - 銀メダル - 前畑秀子 (女子200ｍ平泳ぎ) - 銅メダル - 大横田勉 (男子400m自由形) - 銅メダル - 河津憲太郎 (男子100m背泳ぎ)           | アメリカ合衆国 | ロサンゼルス     |
| 1936年 第11回 | - 金メダル - 寺田登 (男子1500m自由形) - 金メダル - 葉室鐵夫 (男子200ｍ平泳ぎ) - 金メダル - 前畑秀子 (女子200ｍ平泳ぎ) - 金メダル - 日本 遊佐正憲 杉浦重雄 田口正治 新井茂雄 (男子4×200mリレー) - 銀メダル - 遊佐正憲 (男子100m自由形) - 銀メダル - 鵜藤俊平 (男子400m自由形) - 銅メダル - 新井茂雄 (男子100m自由形) - 銅メダル - 牧野正蔵 (男子400m自由形) - 銅メダル - 鵜藤俊平 (男子1500m自由形) - 銅メダル - 清川正二 (男子100m背泳ぎ) - 銅メダル - 小池禮三 (男子200ｍ平泳ぎ)                                                        | ドイツ国       | ベルリン         |
| 1952年 第15回 | - 銀メダル - 鈴木弘 (男子100m自由形) - 銀メダル - 橋爪四郎 (男子1500m自由形) - 銀メダル - 日本 鈴木弘 浜口喜博 後藤暢 谷川禎次郎 (男子4×200mリレー) | フィンランド   | ヘルシンキ       |
| 1956年 第16回 | - 金メダル - 古川勝 (男子200ｍ平泳ぎ) - 銀メダル - 山中毅 (男子400m自由形) - 銀メダル - 山中毅 (男子1500m自由形) - 銀メダル - 吉村昌弘 (男子200m平泳ぎ) - 銀メダル - 石本隆 (男子200mバタフライ) | オーストラリア | メルボルン       |
| 1960年 第17回 | - 銀メダル - 山中毅 (男子400m自由形) - 銀メダル - 大崎剛彦 (男子200m平泳ぎ) - 銀メダル - 日本 福井誠 石井宏 山中毅 藤本達夫 (男子4×200mリレー) - 銅メダル - 田中聡子 (女子100m背泳ぎ) - 銅メダル - 日本 富田一雄 開田幸一 大崎剛彦 清水啓吾 (男子4×100mメドレーリレー) | イタリア       | ローマ           |
| 1964年 第18回 | - 銅メダル - 日本 福井誠 岩崎邦宏 庄司敏夫 岡部幸明 (男子4×200mリレー) | 日本           | 東京             |
| 1972年 第20回 | - 金メダル - 田口信教 (男子100m平泳ぎ) - 金メダル - 青木まゆみ (女子100mバタフライ) - 銅メダル - 田口信教 (男子200m平泳ぎ) | ドイツ         | ミュンヘン       |
| 1988年 第24回 | - 金メダル - 鈴木大地 (男子100m背泳ぎ) | 韓国           | ソウル           |
| 1992年 第25回 | - 金メダル - 岩崎恭子 (女子200ｍ平泳ぎ) | スペイン       | バルセロナ       |
| 2000年 第27回 | - 銀メダル - 中村真衣 (女子100m背泳ぎ) - 銀メダル - 田島寧子 (女子400m個人メドレー) - 銅メダル - 中尾美樹 (女子200m背泳ぎ) - 銅メダル - 日本 中村真衣 田中雅美 大西順子 源純夏 (女子4×100mメドレーリレー) | オーストラリア | シドニー         |
| 2004年 第28回 | - 金メダル - 北島康介 (男子100m平泳ぎ) - 金メダル - 北島康介 (男子200m平泳ぎ) - 金メダル - 柴田亜衣 (女子800m自由形) - 銀メダル - 山本貴司 (男子200mバタフライ) - 銅メダル - 森田智己 (男子100m背泳ぎ) - 銅メダル - 中村礼子 (女子200m背泳ぎ) - 銅メダル - 中西悠子 (女子200mバタフライ) - 銅メダル - 日本 森田智己 北島康介 山本貴司 奥村幸大 (男子4×100mメドレーリレー) | ギリシャ       | アテネ           |
| 2008年 第29回 | - 金メダル - 北島康介 (男子100m平泳ぎ) - 金メダル - 北島康介 (男子200m平泳ぎ) - 銅メダル - 松田丈志 (男子200mバタフライ) - 銅メダル - 中村礼子 (女子200m背泳ぎ) - 銅メダル - 日本 宮下純一 北島康介 藤井拓郎 佐藤久佳 (男子4×100mメドレーリレー) | 中華人民共和国 | 北京             |
| 2012年 第30回 | - 銀メダル - 入江陵介 (男子200m背泳ぎ) - 銀メダル - 鈴木聡美 (女子200m平泳ぎ) - 銀メダル - 日本 入江陵介 北島康介 松田丈志 藤井拓郎 (男子4×100mメドレーリレー) - 銅メダル - 入江陵介 (男子100m背泳ぎ) - 銅メダル - 立石諒 (男子200m平泳ぎ) - 銅メダル - 松田丈志 (男子200mバタフライ) - 銅メダル - 萩野公介 (男子400m個人メドレー) - 銅メダル - 寺川綾 (女子100m背泳ぎ) - 銅メダル - 鈴木聡美 (女子100m平泳ぎ) - 銅メダル - 星奈津美 (女子200mバタフライ) - 銅メダル - 日本 寺川綾 鈴木聡美 加藤ゆか 上田春佳 (女子4×100mメドレーリレー) | イギリス       | ロンドン         |
| 2016年 第31回 | - 金メダル - 萩野公介 (男子400m個人メドレー) - 金メダル - 金藤理絵 (女子200m平泳ぎ) - 銀メダル - 萩野公介 (男子200m個人メドレー) - 銀メダル - 坂井聖人 (男子200mバタフライ) - 銅メダル - 瀬戸大也 (男子400m個人メドレー) - 銅メダル - 星奈津美 (女子200mバタフライ) - 銅メダル - 日本 萩野公介 江原騎士 小堀勇氣 松田丈志 （男子4×200mリレー） | ブラジル       | リオデジャネイロ |
| 2020年 第32回 | - 金メダル - 大橋悠依 (女子200m個人メドレー) - 金メダル - 大橋悠依 (女子400m個人メドレー) - 銀メダル - 本多灯 (男子200mバタフライ) | 日本           | 東京             |
| 2024年 第33回 | - 銀メダル - 松下知之 (男子400m個人メドレー) | フランス       | パリ             |

### 世界水泳選手権
| 大会名                | 金 | 銀 | 銅 | 計 |
| 1973年 ベオグラード   | 0  | 0  | 3  | 3  |
| 1975年 カリ           | 0  | 1  | 0  | 1  |
| 1978年 ベルリン       | 0  | 0  | 0  | 0  |
| 1982年 グアヤキル     | 0  | 0  | 0  | 0  |
| 1986年 マドリード     | 0  | 0  | 0  | 0  |
| 1991年 パース         | 0  | 1  | 1  | 2  |
| 1994年 ローマ         | 0  | 0  | 0  | 0  |
| 1998年 パース         | 0  | 2  | 3  | 5  |
| 2001年 福岡（開催国） | 0  | 0  | 4  | 4  |
| 2003年 バルセロナ     | 2  | 1  | 3  | 6  |
| 2005年 モントリオール | 0  | 3  | 6  | 9  |
| 2007年 メルボルン     | 1  | 2  | 4  | 7  |
| 2009年 ローマ         | 1  | 2  | 1  | 4  |
| 2011年 上海           | 0  | 4  | 2  | 6  |
| 2013年 バルセロナ     | 1  | 2  | 3  | 6  |
| 2015年 カザン         | 3  | 1  | 0  | 4  |
| 2017年 ブダペスト     | 0  | 4  | 3  | 7  |
| 2019年 光州           | 2  | 2  | 2  | 6  |
| 2022年 ブダペスト     | 0  | 2  | 2  | 4  |
| 2023年 福岡（開催国） | 0  | 0  | 2  | 2  |
| 2024年 ドーハ         | 1  | 0  | 1  | 2  |
| 合計                  | 11 | 27 | 37 | 75 |

### 世界水泳選手権メダリスト
| 大会          | 受賞者・種目 | 開催国         | 開催都市       |
| ------------- | --- | -------------- | -------------- |
| 1973年 第1回  | - 銅メダル - 田口信教 (男子100m平泳ぎ) - 銅メダル - 田口信教 (男子200m平泳ぎ) - 銅メダル - 青木まゆみ (女子100mバタフライ) | ユーゴスラビア | ベオグラード   |
| 1975年 第2回  | - 銀メダル - 田口信教 (男子100m平泳ぎ) | コロンビア     | カリ           |
| 1991年 第6回  | - 銀メダル - 司東利恵 (女子200ｍバタフライ) - 銅メダル - 千葉すず (女子400m自由形) | オーストラリア | パース         |
| 1998年 第8回  | - 銀メダル - 中村真衣 (女子100ｍ背泳ぎ) - 銀メダル - 青山綾里 (女子100mバタフライ) - 銅メダル - 中村真衣 (女子200m背泳ぎ) - 銅メダル - 田島寧子 (女子400m個人メドレー) - 銅メダル - 日本 中村真衣 田中雅美 青山綾里 源純夏 (女子4×100mメドレーリレー) | オーストラリア | パース         |
| 2001年 第9回  | - 銅メダル - 山野井智広 (男子50m自由形) - 銅メダル - 北島康介 (男子100m平泳ぎ) - 銅メダル - 大西順子 (女子100mバタフライ) - 銅メダル - 日本 三田真希 萩原智子 永井奉子 山野井絵理 (女子4×200mリレー) | 日本           | 福岡市         |
| 2003年 第10回 | - 金メダル - 北島康介 (男子100m平泳ぎ) - 金メダル - 北島康介 (男子200m平泳ぎ) - 銀メダル - 山本貴司 (男子200mバタフライ) - 銅メダル - 稲田法子 (女子50m背泳ぎ) - 銅メダル - 中西悠子 (女子200mバタフライ) - 銅メダル - 日本 森田智己 北島康介 山本貴司 細川大輔 (男子4×100mメドレーリレー) | スペイン       | バルセロナ     |
| 2005年 第11回 | - 銀メダル - 北島康介 (男子100m平泳ぎ) - 銀メダル - 松田丈志 (男子200mバタフライ) - 銀メダル - 柴田亜衣 (女子400m自由形) - 銅メダル - 北島康介 (男子50m平泳ぎ) - 銅メダル - 今村元気 (男子200m平泳ぎ) - 銅メダル - 柴田亜衣 (女子800m自由形) - 銅メダル - 中村礼子 (女子200m背泳ぎ) - 銅メダル - 中西悠子 (女子200mバタフライ) - 銅メダル - 日本 森田智己 北島康介 高安亮 細川大輔 (男子4×100mメドレーリレー) | カナダ         | モントリオール |
| 2007年 第12回 | - 金メダル - 北島康介 (男子200m平泳ぎ) - 銀メダル - 北島康介 (男子100m平泳ぎ) - 銀メダル - 日本 森田智己 北島康介 山本貴司 細川大輔 (男子4×100mメドレーリレー) - 銅メダル - 柴田亜衣 (女子400m自由形) - 銅メダル - 柴田亜衣 (女子1500m自由形) - 銅メダル - 中村礼子 (女子100m背泳ぎ) - 銅メダル - 中村礼子 (女子200m背泳ぎ)                                                                                   | オーストラリア | モントリオール |
| 2009年 第13回 | - 金メダル - 古賀淳也 (男子100m背泳ぎ) - 銀メダル - 古賀淳也 (男子50m背泳ぎ) - 銀メダル - 入江陵介 (男子200m背泳ぎ) - 銅メダル - 松田丈志 (男子200mバタフライ) | イタリア       | ローマ         |
| 2011年 第14回 | - 銀メダル - 入江陵介 (男子200m背泳ぎ) - 銀メダル - 北島康介 (男子200m平泳ぎ) - 銀メダル - 松田丈志 (男子200mバタフライ) - 銀メダル - 寺川綾 (女子50m背泳ぎ) - 銅メダル - 入江陵介 (男子100m背泳ぎ) - 銅メダル - 堀畑裕也 (男子400m個人メドレー) | 中国           | 上海           |
| 2013年 第15回 | - 金メダル - 瀬戸大也 (男子400m個人メドレー) - 銀メダル - 萩野公介 (男子400m自由形) - 銀メダル - 萩野公介 (男子200m個人メドレー) - 銅メダル - 寺川綾 (女子50m背泳ぎ) - 銅メダル - 寺川綾 (女子100m背泳ぎ) - 銅メダル - 日本 入江陵介 北島康介 藤井拓郎 塩浦慎理 (男子4×100mメドレーリレー) | スペイン       | バルセロナ     |
| 2015年 第16回 | - 金メダル - 瀬戸大也 (男子400m個人メドレー) - 金メダル - 星奈津美 (女子200mバタフライ) - 金メダル - 渡部香生子 (女子200m平泳ぎ) - 銀メダル - 渡部香生子 (女子200m個人メドレー) | ロシア         | カザン         |
| 2017年 第17回 | - 銀メダル - 古賀淳也 (男子50m背泳ぎ) - 銀メダル - 小関也朱篤 (男子200m平泳ぎ) - 銀メダル - 萩野公介 (男子200m個人メドレー) - 銀メダル - 大橋悠依 (女子200m個人メドレー) - 銅メダル - 渡辺一平 (男子200m平泳ぎ) - 銅メダル - 瀬戸大也 (男子200mバタフライ) - 銅メダル - 瀬戸大也 (男子400m個人メドレー) | ハンガリー     | ブダペスト     |
| 2019年 第18回 | - 金メダル - 瀬戸大也 (男子200m個人メドレー) - 金メダル - 瀬戸大也 (男子400m個人メドレー) - 銀メダル - 松元克央 (男子200m自由形) - 銀メダル - 瀬戸大也 (男子200mバタフライ) - 銅メダル - 渡辺一平 (男子200m平泳ぎ) - 銅メダル - 大橋悠依 (女子400m個人メドレー) | 韓国           | 光州           |
| 2022年 第19回 | - 銀メダル - 水沼尚輝 (男子100mバタフライ) - 銀メダル - 花車優 (男子200m平泳ぎ) - 銅メダル - 本多灯 (男子200mバタフライ) - 銅メダル - 瀬戸大也 (男子200m個人メドレー) | ハンガリー     | ブダペスト     |
| 2023年 第20回 | - 銅メダル - 瀬戸大也 (男子400m個人メドレー) - 銅メダル - 本多灯 (男子200mバタフライ) | 日本           | 福岡市         |
| 2024年 第21回 | - 金メダル - 本多灯 (男子200mバタフライ) - 銅メダル - 瀬戸大也 (男子400m個人メドレー) | カタール       | ドーハ         |
| 2025年 第22回 | - 金メダル - 梶本一花 (女子OWS 3kmノックアウト) - 銀メダル - 渡辺一平（男子200m平泳ぎ） - 銀メダル - 松下知之（男子400m個人メドレー） - 銀メダル - 成田実生（女子400m個人メドレー） - 銅メダル - 村佐達也（男子200m自由形） - 銅メダル - 梶本一花 (女子OWS 5km) | シンガポール   | シンガポール   |

### パンパシフィック水泳選手権
| 大会名                  | 金 | 銀 | 銅 | 計  |
| 1985年 東京（開催国）   | 1  | 1  | 1  | 3   |
| 1987年 ブリスベン       | 0  | 2  | 1  | 3   |
| 1989年 東京（開催国）   | 1  | 1  | 0  | 2   |
| 1991年 エドモントン     | 0  | 3  | 9  | 12  |
| 1993年 神戸（開催国）   | 1  | 3  | 9  | 13  |
| 1995年 アトランタ       | 4  | 2  | 7  | 13  |
| 1997年 福岡（開催国）   | 2  | 3  | 2  | 7   |
| 1999年 シドニー         | 2  | 3  | 4  | 9   |
| 2002年 横浜（開催国）   | 2  | 4  | 8  | 14  |
| 2006年 ビクトリア       | 3  | 8  | 13 | 24  |
| 2010年 アーバイン       | 3  | 5  | 5  | 13  |
| 2014年 ゴールドコースト | 7  | 8  | 4  | 19  |
| 2018年 東京（開催国）   | 6  | 7  | 10 | 23  |
| 合計                    | 32 | 50 | 73 | 155 |

### パンパシフィック水泳選手権金メダリスト
| 大会          | 受賞者・種目 | 開催国         | 開催都市         |
| ------------- | --- | -------------- | ---------------- |
| 1985年 第1回  | - 長崎宏子 (女子200m平泳ぎ) | 日本           | 東京             |
| 1989年 第3回  | - 司東利恵 (女子200ｍバタフライ) | 日本           | 東京             |
| 1993年 第5回  | - 司東利恵 (女子200ｍバタフライ) | 日本           | 神戸             |
| 1995年 第6回  | - 林亨 (男子200m平泳ぎ) - 千葉すず (女子200m自由形) - 稲田法子 (女子100m背泳ぎ) - 黒鳥文絵 (女子400m個人メドレー) | アメリカ合衆国 | アトランタ       |
| 1997年 第7回  | - 中村真衣 (女子100m背泳ぎ) - 中村真衣 (女子200m背泳ぎ) | 日本           | 福岡             |
| 1999年 第8回  | - 中村真衣 (女子100m背泳ぎ) - 萩原智子 (女子200m背泳ぎ) | オーストラリア | シドニー         |
| 2002年 第9回  | - 北島康介 (男子100m平泳ぎ) - 萩原智子 (女子200m個人メドレー) | 日本           | 横浜             |
| 2006年 第10回 | - 柴田亜衣 (女子400m自由形) - 伊藤華英 (女子100m背泳ぎ) - 中村礼子 (女子200m背泳ぎ) | カナダ         | ビクトリア       |
| 2010年 第11回 | - 古賀淳也 (男子50m背泳ぎ) - 北島康介 (男子100m平泳ぎ) - 北島康介 (男子200m平泳ぎ) | アメリカ合衆国 | アーバイン       |
| 2014年 第12回 | - 入江陵介 (男子100m背泳ぎ) - 小関也朱篤 (男子100m平泳ぎ) - 小関也朱篤 (男子200m平泳ぎ) - 瀬戸大也 (男子200mバタフライ) - 萩野公介 (男子200m個人メドレー) - 萩野公介 (男子400m個人メドレー) - 渡部香生子 (女子200m平泳ぎ) | オーストラリア | ゴールドコースト |
| 2018年 第13回 | - 小関也朱篤 (男子100m平泳ぎ) - 渡辺一平 (男子200m平泳ぎ) - 瀬戸大也 (男子200mバタフライ) - 池江璃花子 (女子100mバタフライ) - 大橋悠依 (女子200m個人メドレー) - 大橋悠依 (女子400m個人メドレー)                           | 日本           | 東京             |

### アジア競技大会
| 大会名                | 金  | 銀  | 銅  | 計  |
| 1951年 ニューデリー   | 0   | 0   | 0   | 0   |
| 1954年 マニラ         | 9   | 9   | 7   | 25  |
| 1958年 東京（開催国） | 20  | 11  | 6   | 37  |
| 1962年 ジャカルタ     | 19  | 16  | 3   | 38  |
| 1966年 バンコク       | 23  | 11  | 3   | 37  |
| 1970年 バンコク       | 22  | 16  | 3   | 41  |
| 1974年 テヘラン       | 22  | 12  | 8   | 42  |
| 1978年 バンコク       | 25  | 17  | 5   | 47  |
| 1982年 ニューデリー   | 21  | 13  | 6   | 40  |
| 1986年 ソウル         | 17  | 18  | 10  | 45  |
| 1990年 北京           | 7   | 16  | 16  | 39  |
| 1994年 広島（開催国） | 10  | 18  | 16  | 44  |
| 1998年 バンコク       | 15  | 12  | 10  | 37  |
| 2002年 釜山           | 11  | 18  | 13  | 42  |
| 2006年 ドーハ         | 16  | 14  | 17  | 47  |
| 2010年 広州           | 9   | 18  | 12  | 39  |
| 2014年 仁川           | 12  | 21  | 13  | 46  |
| 2018年 ジャカルタ     | 19  | 20  | 13  | 52  |
| 2023年 杭州           | 5   | 10  | 25  | 30  |
| 合計                  | 282 | 270 | 186 | 728 |

## 参考リンク
- 日本水泳連盟日本代表
- 日本オリンピック委員会
- 競泳日本代表チーム「トビウオジャパン」オフィシャルブログ
- 競泳日本代表 (@tobiuojapan) - X（旧Twitter）
- トビウオジャパン公式Facebook